# Маккей, Мирна
Ми́рна Джин Макке́й (англ. Myrna Jean McKay; 12 января 1949, Kerrobert, Саскачеван — 30 мая 2018, Crossfield, Альберта) — канадская кёрлингистка.
В составе женской сборной Канады участник чемпионата мира 1981 (серебряные призёры). Чемпионка Канады среди женщин.
Играла на позиции второго.

## Достижения
- Чемпионат мира по кёрлингу среди женщин: серебро (1981).
- Чемпионат Канады по кёрлингу среди женщин: золото  (1981).

## Команды
| Сезон   | Четвёртый   | Третий        | Второй       | Первый          | Турниры           |
| ------- | ----------- | ------------- | ------------ | --------------- | ----------------- |
| 1980—81 | Сьюзан Сайц | Джуди Эриксон | Мирна Маккей | Бетти Маккракен | ЧК 1981 · ЧМ 1981 |

(скипы выделены полужирным шрифтом)